# Could I Have This Kiss Forever
Could I have this kiss forever is een duet tussen Whitney Houston en Enrique Iglesias.
Het lied begon als een duet voor het album Enrique van Inglesias, zijn eerste Engelstalig album. De twee zagen elkaar echter toen niet. Iglesias nam op in Los Angeles, Houston in Hamburg. Het nummer werd toen als ballad op de plaat gezet. Een paar maanden later  ontmoetten de twee elkaar wel, toen ze een nieuwe versie opnamen in meer up-tempo. Dat brachten ze uit op single en vervolgens ging die in verschillende versies meer dan 2.000.000 keer de toonbank over. Het werd als hit van Houston opgenomen op haar verzamelalbum Whitney: The greatest hits.

## Tracklist
1. Could I have this kiss forever [Metro mix] - 3:58
2. Could I have this kiss forever - 4:23
3. Could I have this kiss forever [Tin Tin out mix] - 4:04
4. Could I have this kiss forever [Tin Tin out mix] - 3:39
5. If I told you that (feat. George Michael) [Johnny Douglas mix] - 4:49
6. I'm every woman [Civilles & Cole mix] - 4:31

## Hitnotering
In de UK Singles Chart stond het duo acht weken genoteerd met een hoogste positie plaats 7. In Ierland was het andersom (7 weken, plaats 8). De Billboard Hot 100 bleef daarbij ver achter; Could I have haalde daar de top50 niet, het bleef steken op 52. 

### Nederlandse Top 40
| Positie: | 13 | 3 | 1 | 2 | 2 | 2 | 5 | 8 | 14 | 13 | 19 | 29 | 36 | uit |

### NederlandseSingle Top 100
Jody Bernal hield de single van de eerste plaats af met Que si, que no.
| Hitnotering: 16-9-2000 t/m 2-2-2001 | Hitnotering: 16-9-2000 t/m 2-2-2001 | Hitnotering: 16-9-2000 t/m 2-2-2001 | Hitnotering: 16-9-2000 t/m 2-2-2001 | Hitnotering: 16-9-2000 t/m 2-2-2001 | Hitnotering: 16-9-2000 t/m 2-2-2001 | Hitnotering: 16-9-2000 t/m 2-2-2001 | Hitnotering: 16-9-2000 t/m 2-2-2001 | Hitnotering: 16-9-2000 t/m 2-2-2001 | Hitnotering: 16-9-2000 t/m 2-2-2001 | Hitnotering: 16-9-2000 t/m 2-2-2001 | Hitnotering: 16-9-2000 t/m 2-2-2001 | Hitnotering: 16-9-2000 t/m 2-2-2001 | Hitnotering: 16-9-2000 t/m 2-2-2001 | Hitnotering: 16-9-2000 t/m 2-2-2001 | Hitnotering: 16-9-2000 t/m 2-2-2001 | Hitnotering: 16-9-2000 t/m 2-2-2001 | Hitnotering: 16-9-2000 t/m 2-2-2001 | Hitnotering: 16-9-2000 t/m 2-2-2001 | Hitnotering: 16-9-2000 t/m 2-2-2001 | Hitnotering: 16-9-2000 t/m 2-2-2001 |
| Week:                               | 1                                   | 2                                   | 3                                   | 4                                   | 5                                   | 6                                   | 7                                   | 8                                   | 9                                   | 10                                  | 11                                  | 12                                  | 13                                  | 14                                  | 15                                  | 16                                  | 17                                  | 18                                  | 19                                  |                                     |
| ----------------------------------- | ----------------------------------- | ----------------------------------- | ----------------------------------- | ----------------------------------- | ----------------------------------- | ----------------------------------- | ----------------------------------- | ----------------------------------- | ----------------------------------- | ----------------------------------- | ----------------------------------- | ----------------------------------- | ----------------------------------- | ----------------------------------- | ----------------------------------- | ----------------------------------- | ----------------------------------- | ----------------------------------- | ----------------------------------- | ----------------------------------- |
| Positie:                            | 14                                  | 4                                   | 2                                   | 2                                   | 2                                   | 3                                   | 5                                   | 7                                   | 11                                  | 12                                  | 17                                  | 25                                  | 31                                  | 31                                  | 35                                  | 50                                  | 55                                  | 69                                  | 77                                  | uit                                 |

### BelgischeBRT Top 30
| Positie: | 30 | 18 | 13 | 9 | 8 | 9 | 10 | 8 | 9 | 9 | 16 | 22 | 29 | uit |

### VlaamseUltratop 50
| Positie: | 30 | 18 | 13 | 9 | 8 | 9 | 10 | 8 | 9 | 9 | 16 | 22 | 29 | 31 | 40 | uit |

### NPO Radio 2 Top 2000
Could I Have This Kiss Forever stond alleen in 2007 in de NPO Radio 2 Top 2000, op plek 1495.